# Антимонид марганца
Антимонид марганца — бинарное неорганическое соединение
марганца и сурьмы с формулой MnSb,
серые кристаллы.

## Получение
- Сплавление стехиометрических количеств чистых веществ с последующим длительным отжигом:

{\displaystyle {\mathsf {Mn+Sb\ {\xrightarrow {1000^{o}C}}\ MnSb}}}

## Физические свойства
Антимонид марганца образует серые кристаллы
гексагональной сингонии,
пространственная группа P 63/mmc,
параметры ячейки a = 0,4170 нм, c = 0,5755 нм, Z = 2.